# رعب هزلي

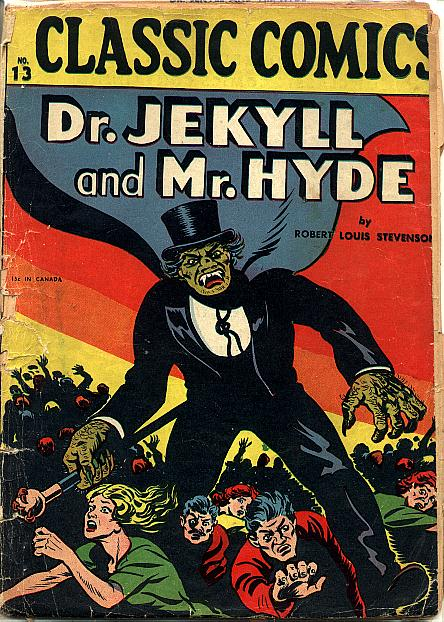
قضية الدكتور جيكل والسيد هايد الغريبة (أغسطس 1943)، ربما تكون أول قصة رعب كاملة من كتاب هزلي

رعب هزلي أو كومكس رعب هي الكتب الهزلية، والروايات المصورة، والمجلات الكاريكاتير بالأبيض والأسود، و رسوم المانجا والأفلام الساخرة التي تركز على فن الرعب.

## التاريخ

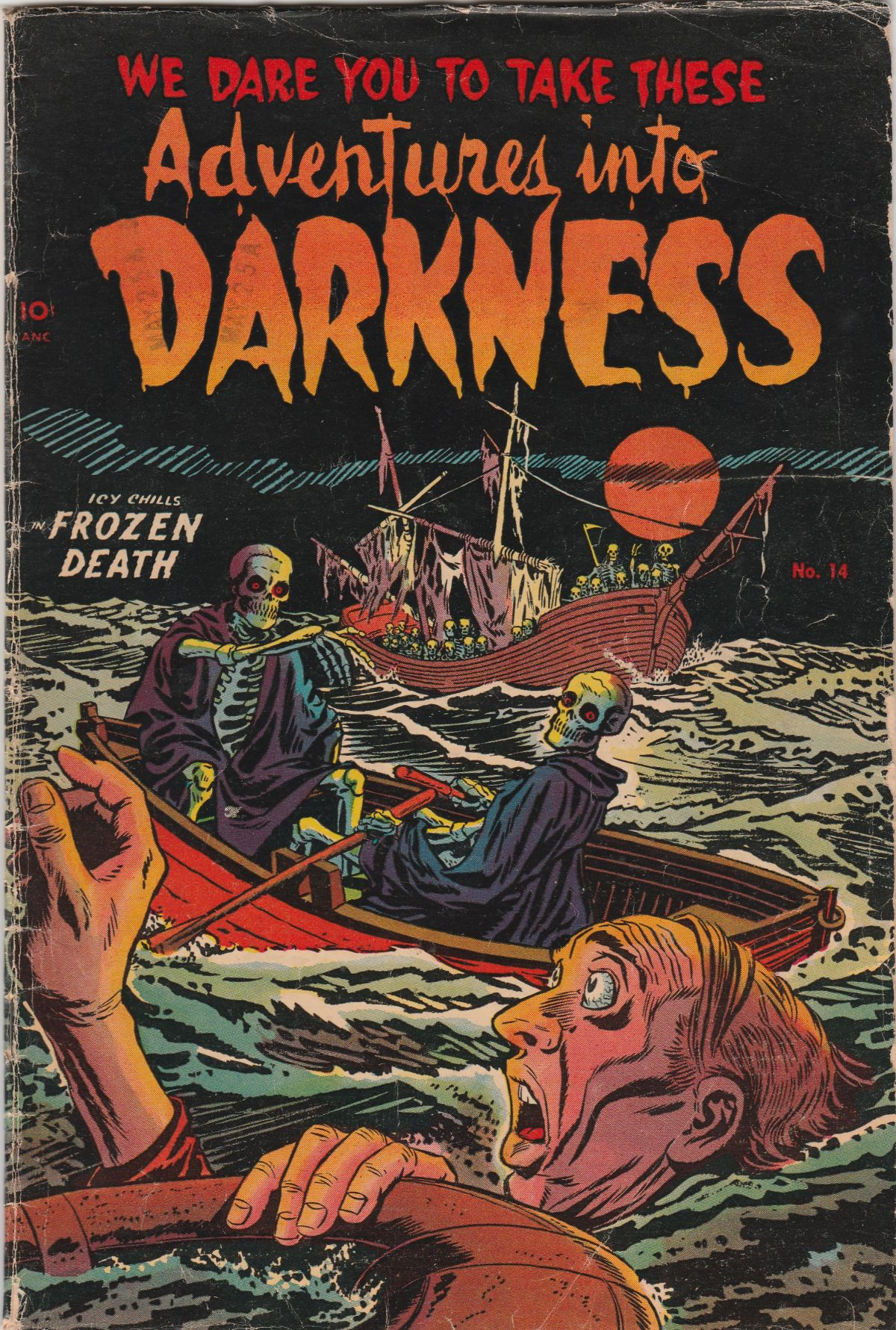
غلاف مغامرات في الظلام # 14، يونيو 1954

يعود تقليد الرُعب في سرد الفن التسلسلي إلى لفافة يابانية تسمى «جاكيزوشي» في فترة هيان، والتي تعود إلى القرن الثاني عشر، أو لفيفة الأشباح الجائعة (紙 本 著色 餓鬼 草紙) ورموز مكستك التي تعود إلى القرن السادس عشر.
في أوائل القرن العشرين، طورت مجلات اللب نوعاً فرعياً للرعب يسمى «خطر غريب»، والذي ظهر فيه أشرار وسادية ومشاهد مصورة للتعذيب والوحشية. أول عنوان من هذا القبيل هو دايم مستري Dime Mystery في المنشورات الشعبية، حيث بدأت كمجلة لخيال الجريمة ولكن تطورت بحلول عام 1933 تحت تأثير مسرح جراند جينيول. وانضم ناشرون آخرون، وكانت السيطرة الشعبية لـ دايم مستري وقصص الرعب وحكايات الرعب، في حين تم حل مُعظم قصص «خطر غريب» بتفسيرات عقلانية، بالرغم أن بعضها تضمن ما هو خارق للطبيعة.
بعد أن تأسست الوسيلة الوليدة من الكتب المُصوّرة أواخر الثلاثينيات من القرن الماضي، بدأ عنصر خيال الرعب في الظهور في قصص الأبطال الخارقين، مع مصاصي الدماء والمخلوقات المشوهة والعلماء المجانين وغيرها من الاستعارات التي حملت تأثير أفلام الرعب يونيفرسال في الثلاثينيات ومصادر أخرى.
في عام 1935، نشرت دي سي كومكس القصة الأولى لـ الدكتور الغامض بواسطة جيري سيغل (السيناريو) وجو شوستر (الفن) في العدد New Fun Comics # 6، حيث يواجه سيد مصاصي الدماء. في ديتكتيف كوميكس رقم 31-32، باتمان يُحارب مصاص دماء.
بحلول منتصف الأربعينيات من القرن الماضي، قامت بعض القصص المصورة البوليسية والجنائية بدمج أشكال الرعب كالعناكب ومقل العيون في رسوماتهم، وفي بعض الأحيان ظهرت قصص مُقتبسة من حكايات الرعب الأدبية لإدغار آلان بو أو غيره من الكُتّاب، أو قصص من اللب والبرامج الإذاعية. صدر عدد واحد من مختارات هارفي كومكس (1945)، والذي يحمل غلافًا به غول هيكل عظمي وسكين، وقصة غريبة (يوليو 1946)، قدم الكاتب والفنان بوب باول شخصية الرجل ذو الرداء الأسود، وهو مثال في كُتب القصص المُصورة الروائية، واشبه لمُراقب العالم الذي يعرف كل شيء، والمستخدم في الدراما الإذاعية والخارقة للطبيعة والتشويق المُعاصر مثل الحرم الداخلي (Inner Sanctum) والتشويق والمسلسل الإذاعية الويستلر.

## الرعب الهزلي الأمريكي
في سوق الولايات المتحدة، وصلت كتب الرعب المصورة إلى ذروتها في أواخر الأربعينيات حتى منتصف الخمسينيات، حيث شملت الروايات المصورة الهزلية والكوميديا الإجرامية التي تضمنت رسومات مرعبة، وقصص خارقة تضمنت أحيانًا أمثال الغول ومصاصي الدماء. ظهرت قصص الرعب الفردية في وقت مبكر من عام 1940. ويبدو أن أول كتب هزلية مخصصة للرعب هي كوميديا جيلبرتون للمنشورات الكلاسيكية رقم 13 (أغسطس 1943)، مع تأليفه الكامل لروبرت لويس ستيفنسون، وحالة غريبة للدكتور جيكيل والسيد هايد، ومنشورات آفون Eerie # 1 (يناير 1947)، وأول فيلم كوميدي رعب بمحتوى أصلي. وأول سلسلة روايات كوميدية هي مغامرات الأنثولوجيا إلى المجهول، التي تم عرضها في عام 1948 من مجموعة أمريكان كوميكس، والتي كانت في البداية تحت عنوان B&I Publishing.
بعد رواج القصص المصورة عن الجريمة، والتي بيعت بحلول عام 1948 أكثر من مليون نسخة شهريًا، ظهرت الرسوم الهزلية الرومانسية، والتي بحلول عام 1949 تجاوزت مبيعات جميع الأنواع الأخرى، وكوميكس الرعب. في نفس الشهر الذي عرضت فيه الكوميكس Adventures in the Unknown لأول مرة، نشرت شركة الكتاب الهزلي إي سي كوميكس، التي ستصبح أبرز ناشر قصص الرعب الهزلية في الخمسينيات من القرن الماضي، أول قصة رعب لها بعنوان «رعب الزومبي» للكاتب المجهول نسبيًا آنذاك والفنان جوني كريغ، في كوميكس البطل الخارق «فتاة القمر» العدد 5. في وقت واحد تقريبًا، أصدرت منشورات عبر العالم كتابها الهزلي الوحيد، قصة واحدة من قصص المسافر الغامض العدد 1 (نوفمبر 1948)، استنادًا إلى العرض الإذاعي لشبكة نظام البث المتبادل، وتضمنت بما في ذلك الجريمة والخيال العلمي والقصص معدلة مثل «القلب الواشي» من تأليف إدغار آلان بو، ونشر ستريت وسميث أيضًا عددين من «كسارات الأشباح» في أواخر عام 1948.

كابتن أمريكا

في العام التالي، بدأت الكوميكس مع أول رعب هزلي لأطلس كوميكس؛ وهو أكبر ناشر قصص رعب هزلية في خمسينيات القرن الماضي، ورائد هذا العقد من مارفيل كومكس. بينما كان الرعب عنصرًا في قصص الأبطال الخارقين في أربعينيات القرن الماضي، كان في سنوات الحرب شخصيات «الزومبي ومصاصي الدماء والمستذئبين وحتى الثعبان وهم يعملون لصالح النازيين واليابانيين»، دخلت ساحة الرعب بالكامل مع ألغاز مذهلة # 32 (مايو 1949)، واستمر في ترقيم سلسلة الأبطال الخارقين البائد في الكُتب الهزلية الأمريكية، تليها مختارات الأبطال الخارقين لكومكس أُحجِيَّة مارفل والعددان الأخيران من كومكس كابتن أمريكا الذي أصبح في الغالب حكايات كابتن أمريكا الغريبة. اتبعت هارفي كومكس حذوها مع القصص الهزلية بعنوان القطة السوداء الذي ترتدي ملابس الإجرام من خلال إعادة تنسيقها على أنها رعب هزلي مع الإصدار رقم 30 (أغسطس 1951).
في أواخر الأربعينيات من القرن الماضي، أصبحت الكتب المصورة - لا سيما الرسوم الهزلية عن الجريمة - هدفًا لانتقادات عامة متزايدة بسبب محتواها وتأثيراتها الضارة المحتملة على الأطفال، مع «اتهامات من عدة جبهات [والتي] اتهمت الكتب المصورة بالمساهمة في ارتفاع معدلات جنوح الأحداث». حظرت العديد من قوانين المدن والمقاطعات بعض المطبوعات، وفي فترة ما بعد الحرب العالمية الثانية، وصل الرعب الهزلي إلى بريطانيا، وإلى حد كبير إعادة طباعة المواد الأمريكية. وأدى ذلك إلى احتجاجات مماثلة لتلك التي في الولايات المتحدة. في عام 1955، تم تطبيق قانون الأطفال والشباب (المنشورات الضارة)، مما أدى إلى اختفاء آثار الرعب من أرفف وكلاء الأخبار.
ازدهرت مجلات قصص الرعب المصورة بالأبيض والأسود في الولايات المتحدة، والتي لم تندرج تحت القانون، من منتصف الستينيات وحتى أوائل الثمانينيات من مجموعة متنوعة من الناشرين. شهدت الكتب المصورة الملونة الأمريكية السائدة عودة الرعب في السبعينيات، بعد تخفيف القانون. في حين أن هذا النوع قد حظي بفترات شعبية أكبر وأقل، إلا أنه يحتل مكانة ثابتة في الرسوم الهزلية اعتبارًا من 2010.

### إي سي كوميكس
ازدهرت كاريكاتير الرعب لفترة وجيزة في الولايات المتحدة، حتى تم إنشاء مجلس الرقابة الذاتية للصناعة، هيئة كود الكوميديا، في أواخر عام 1954. كانت أكثر مختارات الرعب المصورة تأثيرًا واستمرارية في هذه الفترة، ابتداءً من عام 1950، 91 إصدارًا من إي سي كوميكس ثلاث سلاسل: «مطاردة الخوف» و«قبو الرعب» و«حكايات من سرداب». أدى نجاح إي سي على الفور إلى ظهور مجموعة من المقلدين، ومن عام 1949 إلى مارس 1955، أصدر أطلس 399 إصدارًا من 18 عنوان رعب، وأصدرت مجموعة كاريكاتير أمريكية 123 إصدارًا من خمسة عناوين رعب، وايس كاريكاتير، 98 إصدارًا من خمسة عناوين - كل منها يزيد عن إخراج إي سي كوميكس.

### إغواء الأبرياء
في عام 1954، نشر دكتور فريدريك ويرثام «إغواء الأبرياء» Seduction of the Innocent، وهو مجلد ادعى أن الرعب والجريمة والقصص المصورة الأخرى كانت سببًا مباشرًا لانحراف الأحداث. أكد ويرثام، استنادًا إلى حكايات غير موثقة، أن قراءة الكتب المصورة العنيفة تشجع السلوك العنيف لدى الأطفال. رسم ويرثام صورة لصناعة كبيرة ومتفشية، يكتنفها السرية ويديرها قلة من الناس، تعمل على عقول الشباب البريئة والعزل. واقترح كذلك على البائعين الأقوياء في الصناعة قبول منشوراتهم وأجبر الفنانين والكتاب على إنتاج المحتوى ضد إرادتهم.
زعم ويرثام أن الرسوم الهزلية تحفز السلوك الجنسي المُنحرف. وأشار إلى أن ثدي الإناث في الرسوم الهزلية يبرزان بطريقة استفزازية ويولى اهتمام خاص للمنطقة التناسلية الأنثوية. قال الأولاد الذين قابلهم ويرثام إنهم استخدموا صورًا للكتب الهزلية لأغراض الاستمناء، واعترف أحدهم بأنه يريد أن يكون مهووسًا بالجنس. أكد ويرثام أن الرسوم الهزلية التي روجت للمثلية الجنسية من خلال الإشارة إلى علاقة باتمان وروبن ووصفها بأنها حلم رغبة جنسية لرجلين يعيشان معًا. ولاحظ أن روبن غالبًا ما كان يُصوَّر وهو يقف وساقاه مفتوحتان والمنطقة التناسلية ظاهرة. الأمر الأكثر إثارة للقلق هو أن ويرثام زعم أن الكتب المصورة عززت الخداع لدى الأطفال، الذين قد يقرأون كاريكاتير حيواني مضحكة أمام والديهم ولكنهم يتحولون بعد ذلك إلى الرسوم الهزلية المرعبة في اللحظة التي يغادر فيها آباؤهم الغرفة. حذر ويرثام من المتاجر المشبوهة وغرفها الخلفية السرية حيث تم توزيع الكوميديا المستعملة من أسوأ أنواعها على الأطفال.

### لجنة مجلس الشيوخ الفرعية لجنوح الأحداث
الانتقادات العلنية جلبت الأمور إلى ذروتها. في عام 1954، حيث أصر الدكتور ويرثام على المثول أمام اللجنة. قدم أولاً قائمة طويلة من أوراق اعتماده، ثم تحدث عن التأثير الضار للكتب المصورة على الأطفال. أثارت شهادته العاطفية في الجلسات إعجاب الحضور. اقترح كيفوفر أن القصص المصورة الإجرامية تلقن الأطفال بطريقة مشابهة للدعاية النازية. وأشار ويرثام إلى أن هتلر كان مبتدئًا مقارنة بصناعة الكوميديا.
على الرغم من أن التقرير النهائي للجنة لم يلقي باللوم على الرسوم الهزلية في الجريمة، إلا أنها أوصت بأن تخفف صناعة الكومكس محتواها طواعية.

### إنشاء مدونة كومكس
بحلول عام 1953، كان ما يقرب من ربع جميع الكتب المصورة المنشورة عناوين رعب. في أعقاب جلسات الاستماع مباشرة، اضطر العديد من الناشرين إلى تعديل جداولهم الزمنية وفرض رقابة صارمة على العديد من المسلسلات الهزلية الطويلة الأمد أو حتى إلغاءها.
في سبتمبر 1954، تم تشكيل جمعية المجلات الهزلية الأمريكية (CMAA) وهيئة الكوميديا (CCA) التابعة لها. تحتوي المدونة على العديد من الشروط التي جعلت من الصعب على كاريكاتير الرعب مواصلة نشرها، لأن أي من تلك القوانين التي لم تلتزم بإرشادات المدونة لن يجد توزيعًا على الأرجح. وتحظر المدونة «العرض الصريح» لكل «تفاصيل وأساليب فريدة من نوعها للجريمة... مشاهد عُنف مُفرطة... تعذيب وحشي، ولعب مُفرط وغير ضروري لسكين وبُندقية، معاناة جسدية وجريمة مروعة وجريئة ... كل مشاهد الرعب، سفك الدماء أو الجرائم المروعة أو الشنيعة أو الفساد أو الشهوة أو السادية أو الماسوشية ... مشاهد تعامل أو أدوات مُرتبطة بالمشي الميت أو التعذيب».

## المثابرة والعودة

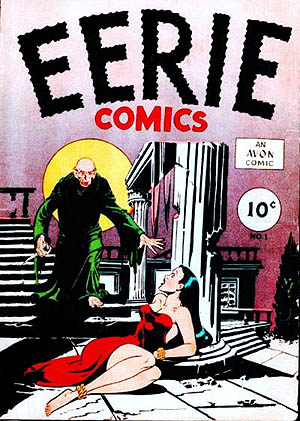
منشورات آفون (يناير 1947). فنان الغلاف غير معروف.

نتيجة لجلسات الاستماع في الكونغرس، حولت دي سي كومكس عناوين الرعب المستمرة، بيت الغموض (1951-1987) وبيت الأسرار (1956-1966)، نحو أنواع التشويق والغموض، غالبًا مع نزعة الخيال العلمي. في الواقع، من عام 1964 إلى عام 1968، أصبح بيت الغموض عنوانًا خارقًا في الغالب. وبالمثل، أنتجت مارفل كومكس خلال هذه الفترة عناوين حكايات غريبة (1951-1968) ورحلة إلى الغموض (1952-1966). تغيرت كل شركة تدريجيًا من قصص التشويق إلى قصص الخيال والخيال العلمي، ثم إلى الشخصيات الخارقة ذات الصلة خلال السنوات التي تلت دخول الكود حيز التنفيذ.
تم تقديم عدد من عناوين الغموض / التشويق الخارقة للطبيعة في النصف الأخير من الستينيات، بما في ذلك حكايات من تشارلتون كومكس، ومارفل كومكس ودي سي كومكس. بعد ذلك، عاد ومارفل إلى نشر الرعب الحقيقي من خلال تقديم شخصية شبيهة بمصاصي الدماء تم إنشاؤها علميًا، وفتح هذا الباب أمام المزيد من ألقاب الرعب، مثل مختارات الإثارة الخارقة للطبيعة، والمستذئب ليلاً، ومسلسلان برز فيهما إبليس أو سيد الجحيم الشبيه بالشيطان، وميزة «ابن الشيطان».
واصلت دي سي خلال هذا الوقت نشر قصصها الخارقة للطبيعة وأضافت سلسلة رعب جديدة وحكايات غامضة وحكايات حرب غريبة وحكايات قلعة الأشباح.
بحلول منتصف السبعينيات من القرن الماضي، تباطأ مسلسل الرعب الهزلي وألغيت العديد من العناوين. استمر عدد قليل فقط من عناوين دي سي حتى نهاية العقد، وتوقفت السلسلة الكوميدية الغامضة مفتاح الذهب التي طال أمدها خلال أوائل الثمانينيات، وتمكنت بعض سلسلة تشارلتون التي تمت إعادة طبعها في الغالب من البقاء حتى منتصف الثمانينيات. تلاشت العناوين التقليدية للدي سي في أوائل الثمانينيات، وكانت مختاراتها المحولة «بيت الغموض في إلفيرا» هي العنوان الأخير الذي تم إنتاجه، واستمر فقط في اثني عشر عددًا في حوالي عام 1987. ومع اختفاء هذه المنشورات ووارن، اختفت عناوين جديدة من ثمانينيات القرن الماضي فصاعدًا وتكون جميعها بتنسيقات جديدة أو يتم إنتاجه بشكل متقطع بواسطة شركات مستقلة صغيرة.

## الثمانينيات والتسعينيات
بدءًا من أواخر الثمانينيات وأوائل التسعينيات، أنتج ناشرون مستقلون عددًا من امتيازات كاريكاتير الرعب الناجحة، تباهت بقوائم مكرسة بشكل شبه حصري لقصص الرعب ومصاصي الدماء وكوميكس الزومبي، وأعيد صياغة عدد من شخصيات الرعب القديمة في دي سي وإضافة الخيال إليها. وفي منتصف التسعينيات من القرن الماضي، أُعيد إحياء شخصيات من نشر مارفل، بعد أن استغلت في الغالب ثمانينيات القرن الماضي، بمجموعة من قصص الرعب الكوميدية مثل «أبناء منتصف الليل» والسائق الشبح وغيرها.

## وسائل الإعلام الأخرى
شكلت القصص المصورة جزءًا من الامتياز الإعلامي لأفلام الرعب الشهيرة مثل مذبحة تكساس بالمنشار، يوم الجمعة الثالث عشر، عيد الرعب وجيش الظلام . تم اقتباسها أيضًا من ألعاب فيديو الرعب، مثل سايلنت هيل.
كانت كاريكاتير الرعب أيضًا مصدرًا لأفلام الرعب، مثل 30 يوما من الليل وهلبوي وبلايد، ومن مانغا الرعب، مثل فلم اوزوماكي وفيلمين من ثمانينيات القرن الماضي من إخراج مصمم كاريكاتير هيديشي هينو مقتبس من مانجا «غينيا خنزير: زهرة اللحم والدم» و«خنزير غينيا: حورية البحر في فتحة». تم تكييف سلسلة الكتاب الهزلي لروبرت كيركمان في الموتى السائرون لعام 2010 في مسلسل تلفزيوني مستمر على شبكة كابل AMC.

## روابط خارجية
- Sparrow، AE "Top 10 Horror / Thriller Manga" ، IGN.com ، 30 أكتوبر 2007. أرشيف WebCitation .
- تقرير مجلس الشيوخ المؤقت لعام 1954: كتب هزلية وجنوح الأحداث .
- 1954 نصوص اللجنة الفرعية لمجلس الشيوخ